# باشگاه فوتبال دیوری ای‌تی‌او
باشگاه فوتبال دْیوری ای‌تی‌او (یا به اختصار دْیور) باشگاه فوتبالی است که در شهر دیور مجارستان واقع شده است. بهترین افتخار این تیم رسیدن به مرحله نیمه‌نهایی جام باشگاه‌های اروپا در فصل ۶۵-۱۹۶۴ است.